# 克里斯·克拉夫特
克里斯·哥倫布·克拉夫特（英語：Christopher Columbus Kraft Jr.，1924年2月28日—2019年7月22日）是美國航太和NASA的工程師，他在建立該機構的任務控制中心方面發揮了重要作用，並塑造了其体制和文化。
1944年，從弗吉尼亞理工學院暨州立大學畢業後，克里斯·克拉夫特受僱於美國國家航空諮詢委員會（NACA，NASA的前身）。他在航空研究領域工作逾十多年，並於1958年加入了太空任務組，這是一個負責將人類首次送入太空的小團隊。克拉夫特被分配到飛行操作部門，成為美國宇航局的第一位飛行總監。他在美國第一次載人航天飛行、第一次載人軌道飛行和第一次太空行走期間值班。在阿波羅計劃開始時，他不再擔任飛行總監，以專注於管理和任務規劃。1972年，他接替羅伯特·吉爾魯斯 (Robert R. Gilruth) ，成為載人航天中心（即後來的約翰遜航天中心）主任，並一直擔任該職位直到1982年退休。
後來，他為IBM和羅克韋爾國際等公司提供咨詢服務。1994年，他被任命為一專家小組之主席，以使NASA的太空梭計劃更具成本效益。及後，該小組發表了一份具爭議的報告（被稱為克拉夫特報告，Kraft Report），建議NASA的航天飛機業務應外包給私人承包商，同時還建議NASA縮減挑戰者號航天飛機災難後提出的旨在提高有關安全性的架構性變革。這份報告在哥倫比亞號航天飛機災難後引起了更多人士注意和批評。
他在2001年出版了自傳《Flight: My Life in Mission Control》。任務控制中心大樓於2011年以他的名字命名。當他在1999年獲國際扶輪頒發國家航天獎杯時，該組織稱他為「美國載人航天計劃從一開始到航天飛機時代的推動力，他的成就已成為傳奇人物」。 

## 早年生活
克里斯·哥倫布·克拉夫特於1924年2月28日出生於弗吉尼亞州的菲布斯。他在菲布斯上學，並在那裡唯一的一所學校念到初中。初中畢業後就讀於漢普頓高中。他是一名棒球運動員，並在大學期間繼續打棒球。
1941年9月，克拉夫特開始在弗吉尼亚理工学院暨州立大学（弗吉尼亞理工大學）學習，並成為了軍校學員。美國於1941年12月加入第二次世界大戰。當時他試圖以V-12航空學員的身份加入美國海軍，但因三歲時曾燒傷右手而被拒絕。他於1944年12月獲得航空工程理學學士學位並畢業。

## NACA 職業生涯
畢業後，克拉夫特向國家航空諮詢委員會 (NACA) 應徵。當時，克拉夫特在康涅狄格州的钱斯·沃特飛機公司得到一份工作，然而，克拉夫特因沒有隨身攜帶出生證明而無法被钱斯·沃特雇用。克拉夫特於是接受了NACA的工作。
在20世纪40年代，NACA是一個致力於尖端航空研究的研發機構。克拉夫特被分配到飛行研究部門。他在NACA的工作主要是開發用於在湍流空氣中飛行的飛機的陣風緩解系統的早期示例。他在工作時發現翼尖渦流是造成飛行飛機尾蹟的大部分尾流湍流的原因。
儘管他很喜歡自己的工作，但克拉夫特發現工作給他的壓力越來越大。在1956年，他被診斷出患有潰瘍，於是便開始考慮轉行。

## 飛行總監

### 飛行操作
1957年，俄羅斯的人造衛星史普尼克1號促使美國加快了其剛剛起步的太空計劃。1958年7月29日，德怀特·艾森豪威尔總統簽署了《美國國家航空暨太空法案》，該法案成立了NASA，並將NACA納入這個新成立的組織。克拉夫特便成為了NASA的員工。當太空任務組於11月5日正式成立時，克拉夫特成為最初被分配的33名人員（其中25名為工程師）之一。這標誌著美國太空人計劃的開始，後來被稱為水星計劃。
作為太空任務組的成員，克拉夫特被分配到飛行操作部門，該部門為水星飛船在飛行期間的操作以及地面任務的控制和監測制定計劃和安排。克拉夫特成為部門負責人查克·馬修斯的助手，並負責制定任務計劃。
克拉夫特對載人航天最重要的貢獻之一是他提出了任務控制中心的概念。水星計劃中的許多工程師之前都從事過飛機的飛行測試，然而地面支援的作用很小。克拉夫特很快便意識到宇航員只能做這麼多，尤其是在快速發射階段。水星飛船需要專業工程師的實時監控和支持。
「我看到了一個由高技能工程師組成的團隊，每個人都是水星太空艙不同部分的專家。我們將擁有準確的遙測數據流，以便專家可以監控他們的系統，查看甚至預測問題，並向宇航員發出指示。」

這些主意塑造了位於佛羅里達州卡納維拉爾角的水星控制中心。克拉夫特開創的另一個重要概念是飛行總監。飛行總監將協調工程師團隊並對任務做出實時決策。正如馬修斯後來回憶的那樣，有一天克拉夫特來找他說：「需要有人在實際飛行時負責，我想成為那個人。」以這種非正式的方式，設立飛行總監職位。

### 水星計劃
克拉夫特在所有六次載人水星任務中擔任飛行總監。

## 個人生活
1950年，克拉夫特與他在高中時認識的貝蒂·安妮·克拉夫特結婚，並擁有兩個孩子。克拉夫特在他的自傳中，坦誠他的家人為他在NASA的工作作出了犧牲。他認為對他的孩子來說，他更像是一個遙遠的權威人物，而不是一個典型的美國父親。
克拉夫特是一名聖公會教徒，在當地教堂擔任司禱。貝蒂·安妮教主日學，並在祭壇公會服務；兒子是一名助手；女兒在合唱團中演唱。克拉夫特偶爾會花一些時間教授成人聖經學習班。
自從1940年代他的朋友和美國宇航局同事Sig Sjoberg向他介紹這項運動以來，克拉夫特一直是一名狂熱的高爾夫球手。休士頓有很好的高爾夫場地，而這也是他選擇在休士頓享受退休生活的其中一個原因。
克拉夫特於2019年7月22日在休斯頓去世，享年95歲。去世當天距阿波羅11號月球漫步50週年僅兩天。